# Georg Hermann
Georg Hermann, pseudonimo di Georg Hermann Borchardt (Berlino, 7 ottobre 1871 – Birkenau, 19 novembre 1943), è stato uno scrittore tedesco di origine ebraica, vittima dell'Olocausto.

## Biografia
Nato Georg Borchardt nel 1871 in una numerosa famiglia ebraica da Hermann Borchardt, decise di adottare come secondo nome  Hermann in onore del padre e successivamente lo utilizzò come pseudonimo. Suo fratello era il ben più celebre archeologo Ludwig Borchardt.
Apprendista commerciale, dal 1896 al 1899 frequentò i corsi di letteratura, arte e letteratura dell'università di Berlino. Ottenne un posto di impiegato all'Ufficio di statistica berlinese, ma non si dedicò mai ad approfonditi studi statistici.
Fu inoltre collaboratore di molte riviste edite da Ullstein-Verlag.
Il suo primo successo fu il romanzo Jettchen Gebert (1906), seguito nel 1909 da Henriette Jacoby, dei quali stampò oltre 260 edizioni.
Nel 1909 fondò con altri la Società per la difesa degli scrittori berlinesi, di cui fu presidente dal 1910 al 1913. Cercò di rappresentare nelle sue opere le vicende dell'ambiente ebraico berlinese, sulla scia di un'affermata corrente letteraria.
Nel 1933 le sue opere furono bruciate dai nazisti e nel 1943 lo stesso Hermann fu deportato. Morì vecchio e malato nel campo di sterminio di Birkenau nel novembre del 1943.